# Rieder
Rieder este un cartier al orașului Ballenstedt din landul Saxonia-Anhalt, Germania. Până în 2010 a fost o comună.